# Christl Haas
Christl Haas (n. 19 septembrie 1943, Kitzbühel, Tirol, Austria – d. 8 iulie 2001, Manavgat, Provincia Antalya, Turcia) a fost o schioară alpină ce a reprezentat Austria, medaliată olimpică. A participat la 2 ediții ale Jocurilor Olimpice (1964, 1968) în care a câștigat o medalie de aur și o medalie de bronz.